# 조선왕조의궤 (보물 제1901-4호)
조선왕조의궤 (보물 제1901-4호)는 경상남도 사천시 사천읍에 있는 조선시대의 의궤 3건 3책이다. 2004년 3월 18일 경상남도의 유형문화재 제404호 세종대왕·단종대왕태실수개의궤(世宗大王·端宗大王胎室修改儀軌)로 지정되었다가, 2016년 5월 3일 대한민국의 보물 제1901-4호로 승격되었다.

## 개요
세종대왕의 태실 수개의궤는 원래 제작되었을 것으로 추측되나 현재 전해지는 것은 없다. 때문에 현재 전해지고 있는 이 『세종대왕 태실 수개의궤』와 『석난간 수개의궤』, 『표석수립시의궤』의 3권이 유일하게 남아 있는 기록이라고 할 수 있다.
단종대왕의 태실 수개의궤는 현재로서는 따로 전해지는 것이 없고, 다만 세종대왕의 것과 함께 기록된 『세종대왕·단종대왕 수개의궤』류 만이 전해지고 있을 뿐이다.
사천시 소장 『세종대왕·단종대왕 태실 수개의궤』는 모두 3권으로 되어 있으며 태실을 수개하였거나 태실의 석난간을 수개하였을 때 그리고 태실의 표석을 세울 때의 여러 가지 정황과 절차, 제의과정, 석물의 형태, 제작과정, 동원된 인력과 물품 등에 관한 여러 가지 정보가 고스란히 전해지고 있어 가치가 있다.

## 보물 지정 사유
의궤(儀軌)란 ‘의식(儀式)의 궤범(軌範)’이라는 뜻으로 ‘국가전례의 따라야할 기본’이라는 의미를 담고 있다.〈조선왕조의궤(朝鮮王朝儀軌)〉는 조선왕실에서 중요한 행사가 있을 때 그 내용을 기록과 그림으로 정리한 대표적인 국가기록물이다. 또한 중국이나 다른 나라에서는 발견되지 않는 조선만의 독특한 전통으로서 예법을 중시하고 기록을 철저히 보존하려는 조선시대의 우수한 기록문화 중 하나로서 국가지정문화재의 가치가 충분하다.

## 내용(연혁,유래,전설)
〈조선왕조의궤〉는 태조 때 최초로 편찬하기 시작하여 일제강점기까지 계속되었다. 그러나 조선전기 의궤들은 임진왜란 때 대부분 소실되어 남아있지 않고 현재 남아있는 것은 모두 임진왜란 이후에 제작한 것이다.
〈조선왕조의궤〉는 제작 방식에 따라 필사본과 활자본으로 구분할 수 있고, 열람자에 따라 어람용(御覽用)과 분상용(分上用)으로 나누어진다.
〈조선왕조의궤〉에 기록된 주요 행사는 왕실의 혼인을 비롯하여 왕과 왕세자의 책봉, 왕실의 장례, 제사, 궁중 잔치, 활쏘기, 태(胎)의 봉안, 국왕의 행차, 궁궐 건축, 친농(親農)⋅친잠(親蠶) 행사, 사신의 영접 등 국가나 왕실 행사 전반에 관한 것으로 행사의 과정을 날짜에 따라 기록한 각종 공문서를 비롯하여 업무의 분담, 담당자의 명단, 동원된 인원, 소요된 물품, 경비의 지출, 유공자 포상 등에 관한 것들이다. 그리고 필요에 따라 행사의 가장 중요한 행렬은 반차도(班次圖)를 통해 표현했다.

## 현황
경남 사천시청에 3건 3책이 보관되어 있다.
| 연번 | 서명                               | 제작시기 | 권     | 책 |
| ---- | ---------------------------------- | -------- | ------ | -- |
| 1    | 세종대왕태실석난간수개의궤         | 1601     | 불분권 | 1  |
| 2    | 세종대왕단종대왕태실수개의궤       | 1730     | 불분권 | 1  |
| 3    | 세종대왕단종대왕태실표석견립시의궤 | 1734     | 불분권 | 1  |

## 기타
〈조선왕조의궤〉의 국가지정문화재 지정 기준은 아래와 같다.
1. 의궤 작성 시기의 하한은 1910년까지로 한다.〔대한제국기(1897∼1910)는 의궤를 제작하였던 도감과 의궤청이 존속하였던 시대로 이 시기 제작되었던 의궤는 포함한다〕
2. 일제강점기 제작된 의궤, 분상처가 확인되지 않는 활자본(완질/비완질), 고본 등의 의궤는 제외한다.

국가지정문화재〈조선왕조의궤〉의 서명 작성 기준은 아래와 같다.
1) 표제를 기준으로 삼고, 행사의 주인공이나 陵의 주인공, 기타 참고 설명이 필요하다고 판단되는 사항을 [ ], 또는 [ ( ) ] 부호 안에 명시해주었다.
예시1) [景宗] 冊禮都監儀軌
예시2) [長陵(仁祖)] 遷奉都監儀軌
2) 행사의 주인공이 2인 이상일 경우 가운데 점(·)으로 구분하였다. 왕후가 2인 이상일 경우 호칭은 마지막 인물에만 붙였다.
3) 표지에 제목이 없거나 낙장된 경우 內題 또는 版心題를 기준으로 삼았다.

## 참고 자료
- 조선왕조의궤 - 국가유산청 국가유산포털